# Milvus
Milvus is een geslacht van vogels uit de familie van de havikachtigen (Accipitridae). De wetenschappelijke naam van het geslacht is voor het eerst geldig gepubliceerd in 1799 door Bernard Germain de Lacépède. De volgende soorten zijn bij het geslacht ingedeeld:
- Milvus aegyptius – Geelsnavelwouw
- Milvus migrans – Zwarte wouw
- Milvus milvus – Rode wouw